# Parafia Matki Bożej Nieustającej Pomocy w Kamienicy Królewskiej
Parafia Matki Bożej Nieustającej Pomocy w Kamienicy Królewskiej – rzymskokatolicka parafia w Kamienicy Królewskiej. Należy do dekanatu sierakowickiego znajdującego się w diecezji pelplińskiej. Erygowana w 1983 roku. 

## Proboszczowie
- ks. Tadeusz Kurach (1983–2013)[3]
- ks. Andrzej Piernikarczyk (2013–2022)[3]
- ks. Wincenty Pytlik (od 2022)[4]

## Obszar parafii
Do parafii należą wierni z miejscowości: Ciechomie, Kamienica Królewska, Pałubice, Skrzeszewo, Załakowo.